# Arcade Fire
Arcade Fire är ett kanadensiskt indieband från Montréal, Québec, bildat 2003. Bandet består av Win Butler, Régine Chassagne, Richard Reed Parry, William Butler, Tim Kingsbury, Sarah Neufeld, och Jeremy Gara. Howard Bilerman spelade tidigare trummor, men lämnade bandet efter debutalbumet Funeral.

## Historik
Arcade Fires första fullängdsskiva, "Funeral", kom 2004 och blev också deras genombrott. Funeral fick genomgående god kritik och Arcade Fire fick uppträda med U2 och David Bowie. De två därpå följande albumen, "Neon Bible" och "The Suburbs" blev framgångsrika såväl kritikermässigt som kommersiellt.
Arcade Fire vann en Grammy 2011 för bästa album (The Suburbs).

## Om musiken
Arcade Fires musik präglas av de många instrumenten, sammanlagt spelar bandmedlemmarna sexton instrument. På livescenen är de dessutom ofta fler medverkande än de sju medlemmarna. Texterna visar på ett socialt engagemang.

## Arcade Fires musik i filmer
Låten "Wake Up" finns med i den officiella trailern till Spike Jonzes film Till vildingarnas land. 2012 bidrog Arcade Fire med två låtar till filmen The Hunger Games. Arcade Fire skrev och framförde också sången "Baby Mine" till filmen Dumbo från 2019.

## Bandmedlemmar
- Win Butler - Sång, gitarr, bas, orgel, keyboards, mandolin
- Régine Chassagne - Sång, piano, keyboards, dragspel, hurdy-gurdy, trummor, xylofon
- Richard Reed Parry - Gitarr, kontrabas, keyboards, synth, dragspel, percussion
- William Butler - Synt, keyboards, bas, gitarr, ljudmanipulation, omnichord, glockenspiel, klarinett, kontrabas
- Tim Kingsbury - Bas, gitarr, keyboards
- Sarah Neufeld - Fiol, bakgrundssång
- Jeremy Gara - Trummor, gitarr, keyboards

### Tidigare medlemmar
- Howard Bilerman - Trummor

## Diskografi

### Album
- 2004 – Funeral
- 2007 – Neon Bible
- 2010 – The Suburbs
- 2013 – Reflektor
- 2017 – Everything Now
- 2022 – WE
- 2025 – Pink Elephant

### EP
- 2003 - Arcade Fire

### Singlar
Funeral:
- Neighborhood #1 (Tunnels) (Merge) (20 juni, 2004)
- Neighborhood #2 (Laika) (Rough Trade) (28 mars, 2005)
- Neighborhood #3 (Power Out) (Rough Trade) (23 maj, 2005)
- Cold Wind (Rough Trade) (1 augusti, 2005)
- Rebellion (Lies) (Rough Trade) (5 september, 2005)
- Wake Up (Rough Trade) (14 november, 2005)

Neon Bible:
- Black Mirror (Merge) (22 januari, 2007)
- Keep the Car Running (Rough Trade) (19 mars, 2007)
- Intervention (Rough Trade, Merge) (21 maj, 2007)
- No Cars Go (Rough Trade, Merge) (23 juli, 2007)

The Suburbs:
- The Suburbs
- We Used to Wait
- Ready to start
- Modern Man
- Sprawl II (Mountains Beyond Mountains)

Hunger Games:
- Abraham's daughter

Reflektor:
- Reflektor
- Afterlife

## Bilder

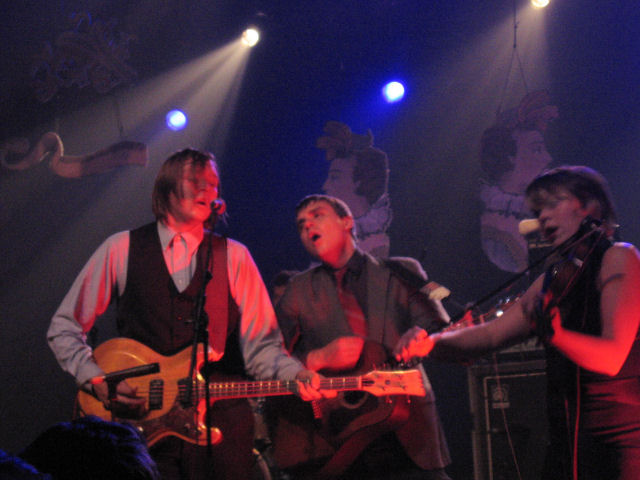
15 maj 2005
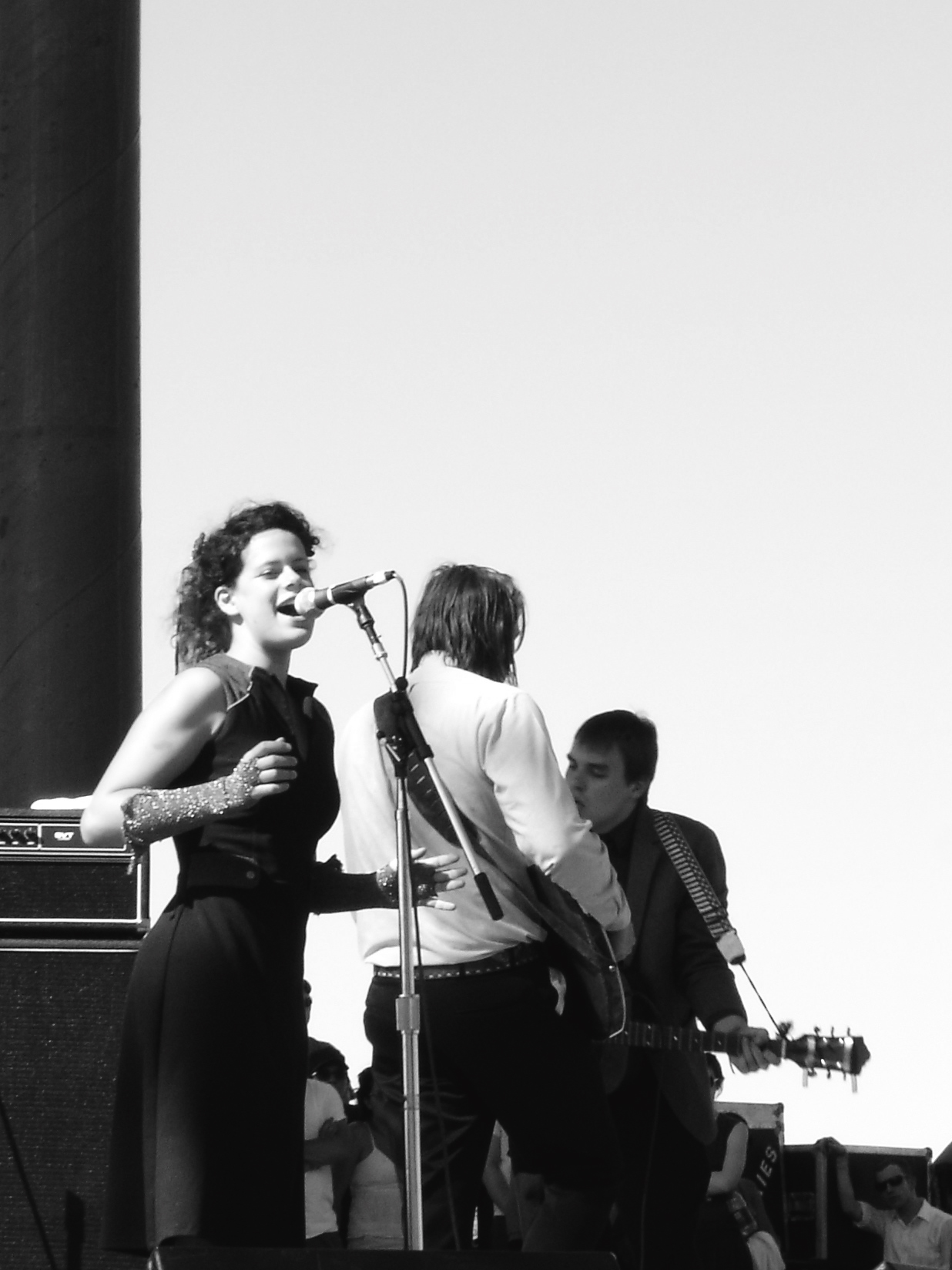
Live på Sasquatch Music Festival
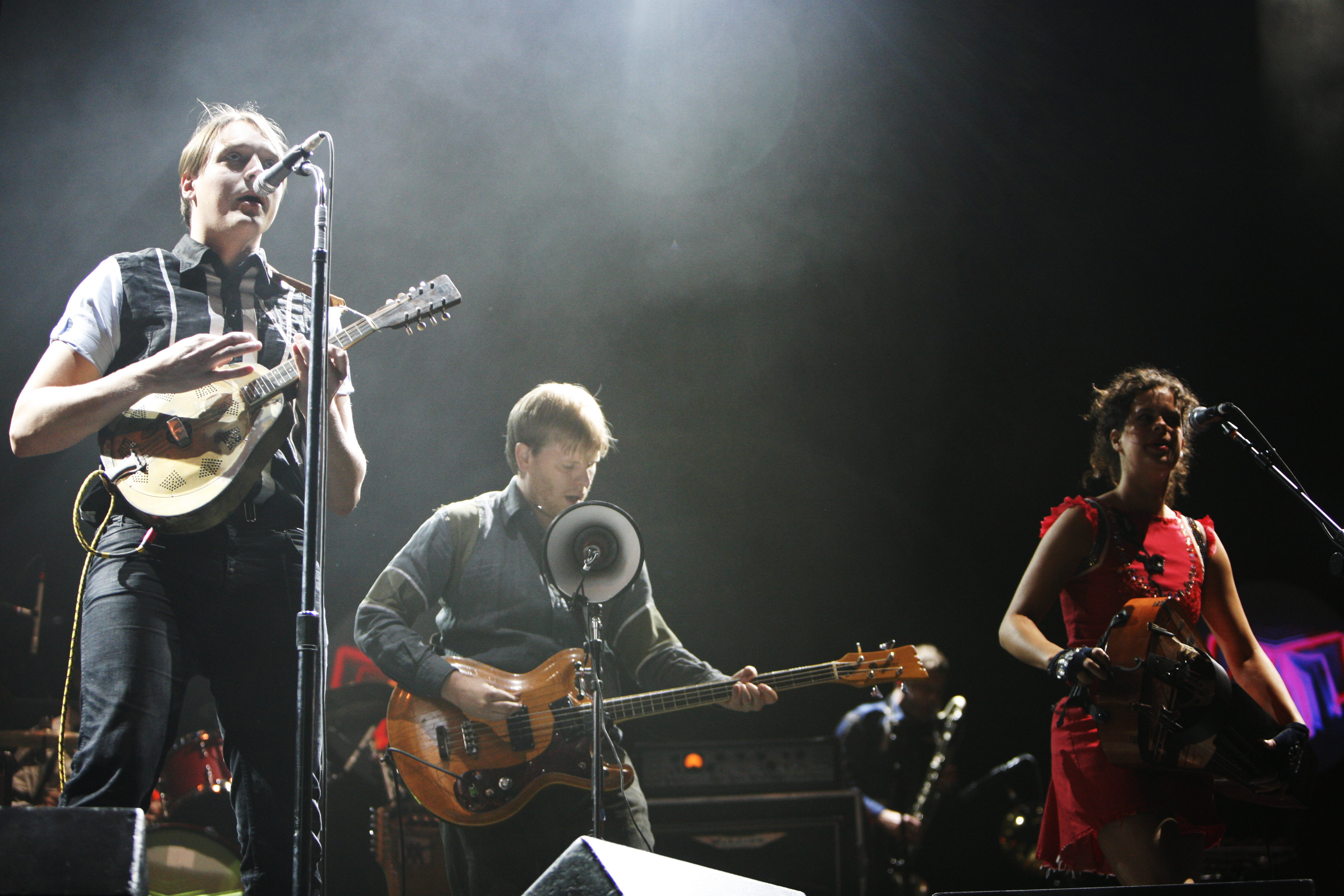
Live på Eurockéennes 2007
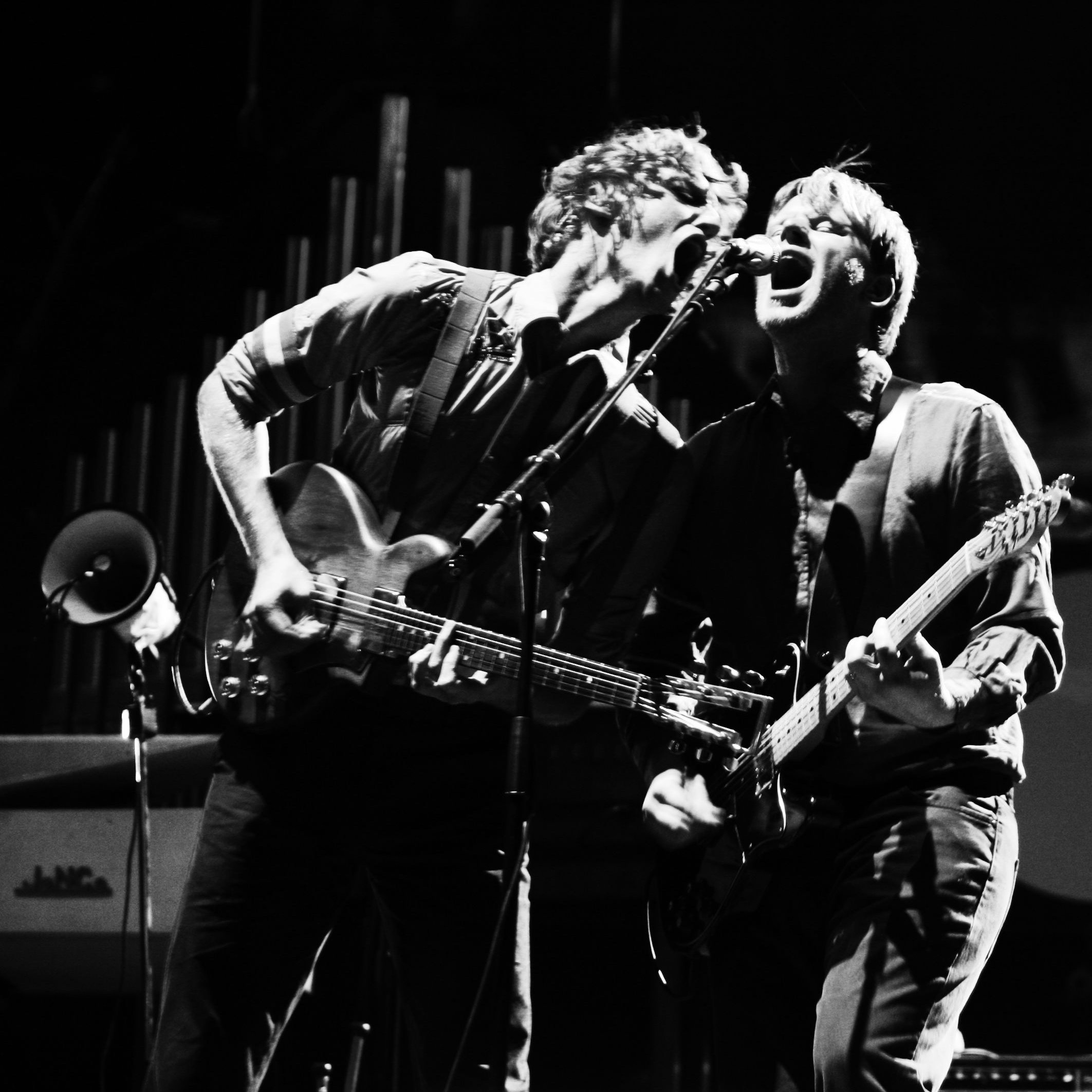
Eurockéennes, 2007
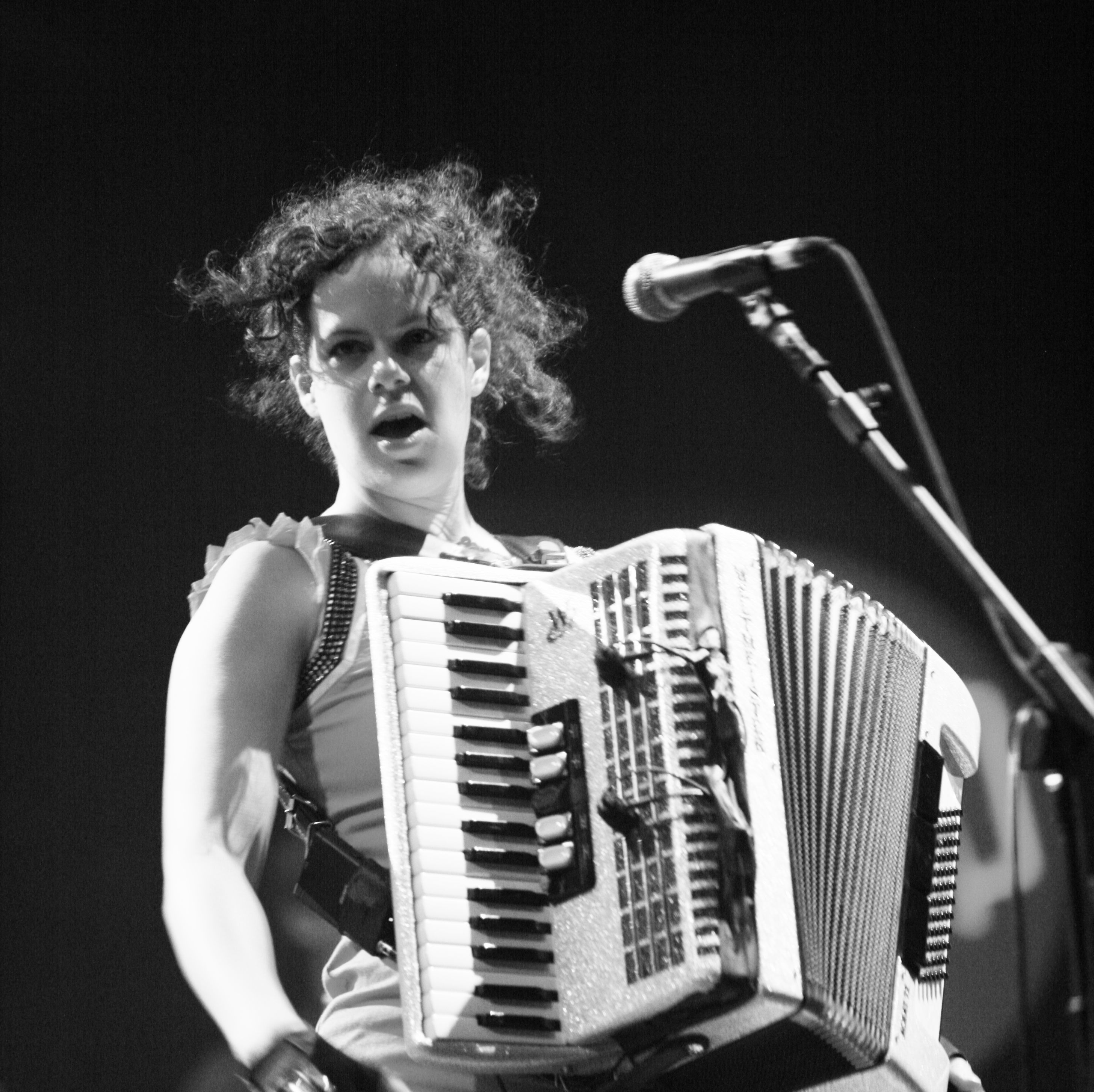
Régine Chassagne i Arcade Fire, 2007
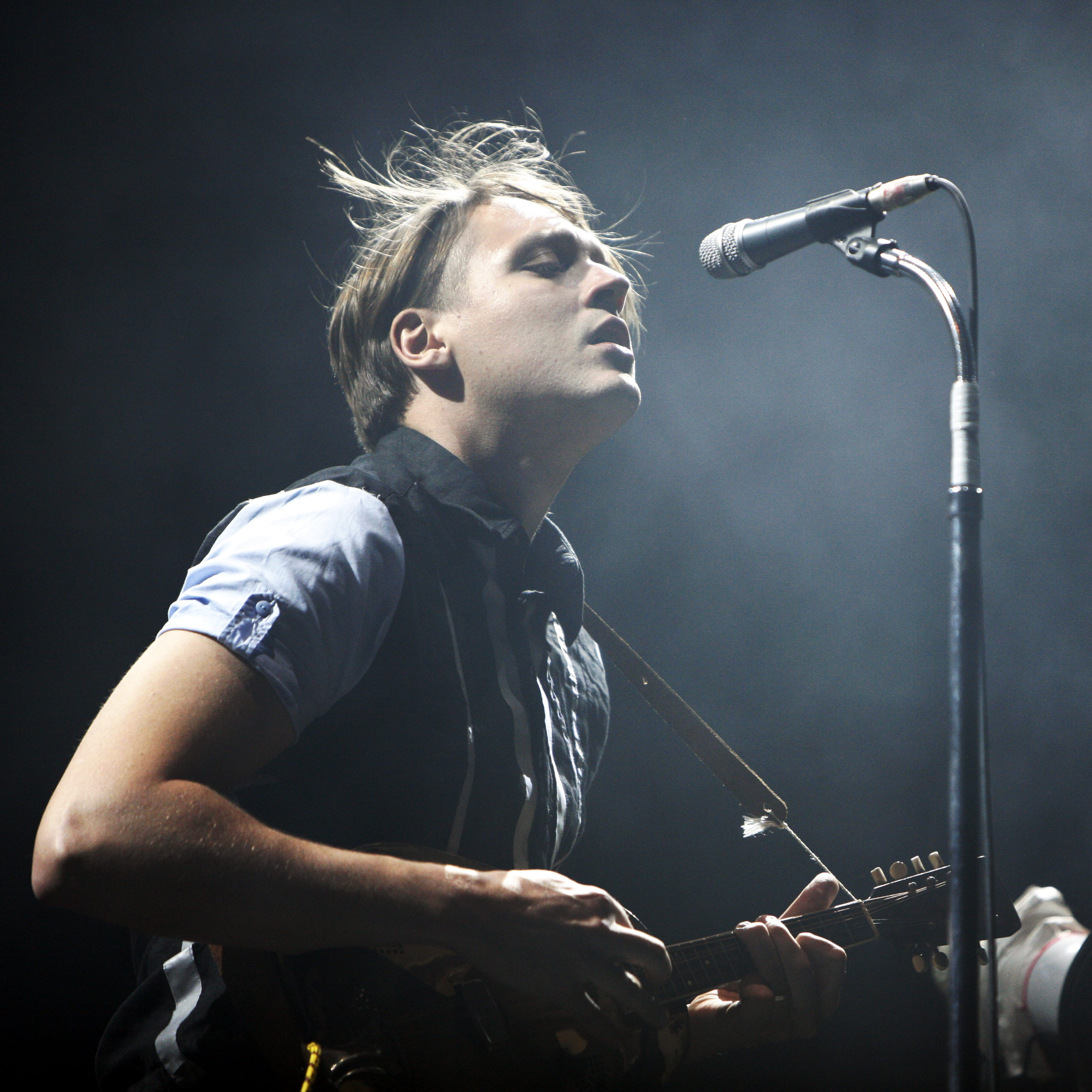
Win Butler, 2007